# علاقة النشاط بالبنية
علاقة النشاط بالبنية هو العلاقة بين البنية الكيميائية، أي ثلاثية الأبعاد، لجزيء ما وبين نشاطه البيولوجي. يسمح تحليل علاقة النشاط بالبنية بتحديد الزمر الكيميائية المسؤولة عن استثارة التأثير البيولوجي المستهدف في الكائن الحي، وهذا يسمح بتعديل تأثير مركّب فعال بيولوجياً (عادةً دواء) عن طريق تغيير بنيته الكيميائية. يستخدم المختصون في الكيمياء الدوائية طرائق الاصطناع الكيميائي لإدخال زمر كيميائية جديدة في المركّب واختبار التغيرات في تأثيراتها البيولوجية.
جرى تطوير هذه الطريقة ليمكن بناء نماذج رياضية بين البنية الكيميائية والنشاط البيولوجي، وهذا ما يسمى بالعلاقة الكمية بين النشاط والبنية.

## وصلات خارجية
- Molecular Property Explorer
- QSAR World